# Éva lányom
Az Éva lányom (a magyar Anne Frankként is emlegetett) Heyman Éva, egy zsidó kislány naplója, amelyet a második világháború idején írt, amikor deportálták. Zsolt Ágnes, Éva anyja könyvvé formálta lánya naplóját, amit 1945-ben kapott meg szakácsnőjüktől, aki addig őrizte. Éva anyja később depresszióba esett, majd öngyilkos lett lánya sorsa miatt. A napló először 1948-ban jelent meg először az Uj Idők Irodalmi Intézet RT. (Singer és Wolfner) kiadónál.
A könyv angolul és héberül is megjelent, magyarul viszont csak 2011-ben (a 21. Század Kiadó gondozásában; ISBN 9789638926203). A napló 1944. május 30-án szakadt félbe, amikor Évát elhurcolták a németek.

## A naplóban megemlített személyek
- Heyman Éva
- Heyman Béla – Éva édesapja
- Zsolt Ágnes – Éva édesanyja
- Zsolt Béla – Ágnes férje
- dr. Rácz Rezső – Nagypapa
- Kecskeméti Marica – Éva unokatestvére (Kecskeméti Lipót főrabbi unokája)
- Pajor Anikó – Éva egyik barátnője
- Vadas Pista – Éva plátói szerelme
- Mengele – náci orvos

## Rövid összegzés
1944 februárjában, amikor a napló kezdődik, a nagyszülői ház még viszonylagos védettséget nyújt a gyereknek, bár a háború hangjai már ide is behallatszanak. Éva azonban igyekszik élni a tizenévesek mindennapjait: iskolába jár, meg a barátnőihez, örül a kitűnő félévi bizonyítványnak. A normalitás máza azonban már erősen repedezett a fasizmus előtörése miatt. A zsidótörvények, egyáltalán, hogy ki számít zsidónak és ki nem, és a munkaszolgálat réme mind-mind erősen foglalkoztatja a kislányt. Fokozatosan fosztják meg őt azoktól, akik és amik a legdrágábbak neki. Elhurcolják a barátnőjét, letartóztatják édesapját, elviszik a piros biciklijét, amelyre hosszú hónapokig gyűjtögették a pénzt. Ekkorra már a család idegei is teljesen felmondják a szolgálatot: a nagypapa egyik napról a másikra szinte összemegy, a nagymama hisztérikus rohamokban tör ki, az anya egyfolytában attól retteg, hogy férjét, Éva nevelőapját is bármikor elvihetik. Évának nincsenek különösebb illúziói: elejtett szavakból, félmondatokból ugyanis tudja, mi történhetett a Lengyelországba hurcolt kis barátnőjével, és tudja azt is, hogy rá és a családjára is ugyanez a sors várhat. Éva azonban élni akar; talán nem is akar semmit sem ennél jobban. Életszeretete és élni akarása átsüt a lapokon. A családból egyedül Éva anyja, Ágnes, és férje, Zsolt Béla élték túl a háború borzalmait.
Az, hogy Heyman Éva naplója fennmaradt, Szabó Mariskának köszönhető, aki évekig a család szakácsnőjeként dolgozott. A deportálás előtti napokban az egyik csendőr beengedte az asszonyt a váradi gettó falai közé; Éva vélhetően ekkor bízta legdrágább kincsét a szakácsnőre.

### Ami Évával elhurcolása után történhetett
Éva sorsa 1944. október 17-én teljesedett be. Auschwitzban minden szörnyűségből kivette a részét, csakúgy, mint sok millió sorstársa. Túlélők szerint, akik látták Évát, a testi és lelki gyötrelmek ellenére életszeretete egy pillanatra sem hagyta cserben, és ennek köszönhető, hogy testi állapota a többiekéhez képest végig kielégítő maradt. Unokatestvére és barátnője túlélők szerint Éva kezei között haltak meg, de ezután sem hagyta el élni akarása. Meg akarta élni azt a világot, amiről mindig is álmodozott.
A tizenhárom éves Éva harcolt tehát az életéért a Harmadik Birodalom gonosz, elállatiasodott hóhéraival, de végül a német vadállat legyőzte – azaz Mengele. Mengele az emberiség szégyenére orvosi diplomával rendelkezett. Ő választotta ki a deportáltak százezrei közül azokat, akiket azonnal gázhalálra szánt, és azokat, akiket életre ítélt. Éva október 17-ig az auschwitzi „C” lágerben a krematóriumok füstfelhője mögött élte az engedélyezett életét.
1944. október 17-én valószínűleg a felszabadító orosz csapatok közeledése miatt Mengele végrehajtotta az utolsó, leghatalmasabb méretű kiválogatását. Jobbra és balra mutatva irányította a hosszú sorban álló szerencsétlen sorsú embereket, akik várták, hogyan folytatódik az életük. Mengele kereste a rejtőzködőket is. Egy jólelkű orvosnő rejtegette Évát is, azonban Mengele rábukkant. Éva szerencsétlenségére megrühesedett, és mindkét lába kisebesedett.
„No nézd csak – üvöltött Mengele –, még rühes is vagy, te béka. Mars fel az autóra!”
Mengele sárgára festett teherautóval szállította a halálra ítélt embereket a krematóriumokba. Évát szemtanúk szerint maga Mengele tuszkolta fel a halálautóra: amitől 1941 óta félt, az bekövetkezett.
Éva élete ekkor ért véget Lengyelországban, 13 évesen.

## Külső hivatkozások
- Piros bicikli. port.hu. (Hozzáférés: 2019. május 2.) (A Kolibri Pince előadása a Spinoza házban, 2006)
- Boczán Bea: Mengele tuszkolta fel a sárgára festett teherautóra. prae.hu, 2011. április 27. (beszélgetés a könyvről, Bárdos András, Vekerdy Tamás, Margittai Linda)
- Instagramon mutatják be egy Auschwitzban megölt 13 éves magyar zsidó lány naplóját. index.hu, 2019. május 1.